# Bruce Furniss
Bruce Furniss (Fresno, Estados Unidos, 27 de mayo de 1957) es un nadador estadounidense retirado especializado en pruebas de estilo libre, donde consiguió ser campeón olímpico en 1976 en los 200 y 4x200 metros libres.

## Carrera deportiva
En los Juegos Olímpicos de Montreal 1976 ganó la medalla de oro en los 200 metros libre, además batiendo el récord del mundo con un tiempo de 1:50.29 segundos; y en cuanto a las pruebas por equipo, también ganó el oro en los 4x200 metros libre, con un tiempo de 7:23.22 segundos que igualmente supuso récord del mundo, por delante de la Unión Soviética y Reino Unido (bronce).
Y en el Campeonato Mundial de Natación de 1975 celebrado en Cali Colombia, ganó tres medallas: oro en los relevos de 4x100 metros libre, y dos platas, en 200 y 400 metros libre; y tres años después, en el Campeonato Mundial de Natación de 1978 celebrado en Berlín ganó el oro en 4x200 metros libre.

## Palmarés internacional
| Juegos Olímpicos               | Juegos Olímpicos  | Juegos Olímpicos | Juegos Olímpicos |
| Año                            | Lugar             | Medalla          | Prueba           |
| ------------------------------ | ----------------- | ---------------- | ---------------- |
| 1976                           | Montreal (Canadá) | Medalla de oro   | 200 m libres     |
| 1976                           | Montreal (Canadá) | Medalla de oro   | 4x200 m libres   |
| Campeonato Mundial de Natación |                   |                  |                  |
| 1975                           | Cali (Colombia)   | Medalla de oro   | 4x100 m estilos  |
| 1975                           | Cali (Colombia)   | Medalla de plata | 4x200 m libres   |
| 1975                           | Cali (Colombia)   | Medalla de plata | 200 m libres     |
| 1978                           | Berlín (Alemania) | Medalla de oro   | 4x200 m libres   |